# Список президентів В'єтнаму
Президент В'єтнаму — голова держави В'єтнам.

## Президенти Демократичної Республіки В'єтнам (1945—1976)
- Хо Ші Мін (2 вересня 1945 — 2 вересня 1969);
- Тон Дик Тханг (3 вересня 1969 — 2 липня 1976).

## Голова Консультативної ради Південного В'єтнаму (1969—1976)
- Нгуєн Хиу Тхо (8 червня 1969 — 2 липня 1976).

## Президенти Соціалістичної Республіки В'єтнам (1976—донині)
- Тон Дик Тханг (2 липня 1976 — 30 березня 1980);
- Нгуєн Хиу Тхо (30 березня 1980 — 4 липня 1981) — в.о.;
- Чионг Тінь (4 липня 1981 — 18 червня 1988);
- Во Ті Конг (18 червня 1987 — 24 вересня 1992);
- Ле Дик Ань (24 вересня 1992 — 24 вересня 1997);
- Чан Дик Лионг (24 вересня 1997 — 27 червня 2006);
- Нгуєн Мінь Чієт (27 червня 2006 — 25 липня 2011);
- Чионг Тан Шанг (25 липня 2011 — 2 квітня 2016);
- Чан Дай Куанг (2 квітня 2016 — 21 вересня 2018)[3];
- Нгуєн Фу Чонг (23 жовтня 2018 — 5 квітня 2021);
- Нгуєн Суан Фук (5 квітня 2021[4] — 17 січня 2023[5]);
- Во Тхі Ань Суан (17 січня 2023[6] — 2 березня 2023) — в. о;
- Во Ван Тхионг (2 березня 2023 — 21 березня 2024);
- Во Тхі Ань Суан (21 березня 2024 — 22 травня 2024) — в. о;
- То Лам (22 травня — 21 жовтня 2024)[7]
- Лионг Кионг (з 21 жовтня 2024)[8][9][10]